# Òmicron Serpentis
Òmicron Serpentis (ο Ser / 56 Serpentis) és un estel en la constel·lació del Serpent, situada en Serpens Cauda —la cua de la serp. Es troba a 173 anys llum del Sistema Solar.
Òmicron Serpentis és un estel de la seqüència principal de tipus espectral A2Va amb una temperatura efectiva de 8452 K. La seva lluminositat és 41 vegades superior a la lluminositat solar, sent per tant més lluminosa que altres estels semblants com ι Centauri o Alfa de la Corona Austral (α Coronae Australis), mes no tant com Chertan (θ Leonis), estel que sembla estar entrant en la fase de subgegant.
Amb un diàmetre un 80 % més gran que el diàmetre solar, gira sobre si mateixa amb una velocitat de rotació projectada de 112,6 km/s, 56 vegades més de pressa que el Sol. Té una massa 2,10 vegades major que la massa solar.
Òmicron Serpentis presenta una metal·licitatconsiderablement menor que la solar ([Fe/H] = -0,35).
De 18 elements avaluats, alguns, com sodi, escandi i itri, són més abundants que en el Sol ([Na/H] = +0,45). No obstant això, la major part segueixen la mateixa pauta que el ferro, destacant l'exigu contingut d'estronci, amb prou feines un 15 % del trobat en el Sol.